# Saison WNBA 2020
Navigation
Saison 2019 Saison 2021
La saison WNBA 2020 est la 24e saison de la Women's National Basketball Association (WNBA). Les Mystics de Washington étaient les champions en titre. Les changements proposés au calendrier de la ligue comprenaient une augmentation de 34 à 36 matchs de saison régulière pour les équipes, l'introduction d'un tournoi de mi-saison de la Coupe du commissaire et davantage de matchs diffusés sur ESPN et ABC. C'était la première saison sous un nouvel Accord de Négociation Collective entre la ligue et l'Association de Joueuse WNBA. Cependant, le 3 avril, la saison a été reportée indéfiniment en raison de la pandémie de Covid 19. Selon un plan approuvé le 15 juin, la ligue a commencé une saison régulière raccourcie de 22 matchs à l'IMG Academy de Bradenton, en Floride, sans fans présents le 25 juillet. A'ja Wilson des Aces de Las Vegas a été nommé MVP de la ligue. Le Storm de Seattle a gagné la finale WNBA 2020 contre les Aces et Breanna Stewart a été nommé MVP de la finale.

## Contexte

### Convention collective
Le 14 janvier 2020, la WNBA et l'Association des joueuses de la WNBA ont annoncé qu'une nouvelle convention collective (CBA) de huit ans avait été signée. Les principales dispositions de la nouvelle convention collective comprennent :
- Le nouveau salaire de base maximum, auquel certains joueurs qualifiés et ceux désignés comme « joueurs principaux » sont éligibles, est de 215 000 $, une augmentation par rapport aux 117 500 $ de l'ancienne convention collective. Les gains maximum des meilleurs joueurs peuvent dépasser 500 000 $.
- Le nouveau salaire de base minimum pour les joueurs inexpérimentés est de 57 000 $ et pour les joueurs expérimentés de 68 000 $. Il s'agit d'une augmentation par rapport aux 41 965 $ et 56 375 $ respectivement sous l'ABC précédente.
- La désignation de "joueur principal", en vertu de laquelle les équipes peuvent conserver des joueurs autrement habilités au libre arbitre, reste disponible pour les équipes. Cependant, alors que les équipes pouvaient désigner un joueur en tant que tel jusqu'à quatre fois sous l'ancien CBA, cela a été réduit à trois fois au cours des deux prochaines saisons et deux fois par la suite.
- À l'exception des joueurs sous la désignation de "joueur principal", tous les joueurs qui ont satisfait aux obligations contractuelles pendant cinq ans deviennent des agents libres sans restriction. Il s'agit d'une diminution par rapport aux six années requises en vertu de l'ancienne convention collective.
- La ligue conclut un accord de partage des revenus 50-50 à partir de 2021, à condition d'atteindre certains objectifs de croissance des revenus.
- Pour les matches sur route, les joueurs bénéficient des sièges "confort/économie plus" au lieu des sièges ordinaires en Classe économique, et libéralisé des chambres d'hôtel individuelles.
- La ligue proposera une nouvelle politique de congé de maternité payé, où les joueuses accomplissent leur plein salaire pendant leur congé. Les joueurs avec enfants reçoivent une allocation annuelle de garde d'enfants de 5 000 $ et des appartements de deux chambres. Les joueurs vétérans sont également éligibles jusqu'à 60 000 $ en remboursements pour les coûts liés à la planification familiale.
- La ligue instituera une nouvelle initiative « Diversité dans l'entraînement » pour créer un pipeline vers l'entraînement et offrir d'autres opportunités d'emplois rémunérés aux joueurs durant l'inter-saison. Dans le cadre de cette initiative, les joueurs de la WNBA peuvent travailler dans l'équipe d'entraîneurs ou dans les bureaux des équipes de la NBA sans limite de salaire, quelle que soit la structure de propriété de l'équipe de la WNBA[A 3].
- La ligue créera des programmes élargis pour lutter contre la violence conjugale et la nutrition, mais les détails de ces programmes n'ont pas été inclus dans l'ABC.
- À la sixième année de l'ABC, les joueurs vétérans (définis à cette fin comme ceux ayant plus de 2 ans d'expérience dans la WNBA) doivent faire face à une suspension d'une saison pour avoir raté le début du camp d'entraînement . L'ABC inclut plusieurs exceptions à cette politique, parmi lesquelles les blessures ou maladies graves, les congés de maternité, les engagements de l'équipe nationale pour les joueurs non américains, les diplômes universitaires et d'autres événements importants de la vie.

### Changements de format
La WNBA avait prévu que chaque équipe jouerait 36 matchs au total au cours de la saison 2020, une augmentation par rapport aux 34 matchs disputés chaque saison depuis 2003. Les équipes devaient avoir 18 matchs à domicile et a l'exterieur.
Le calendrier original de la saison 2020 a autorisé la première Coupe du commissaire, un tournoi en cours de saison. En première partie de saison entre le 15 mai et le 10 juillet, chaque équipe disputera ses premiers matchs à domicile et à l'extérieur contre ses cinq adversaires. Ces matchs seraient désignés comme des "matchs de Coupe", et les leaders du classement de la Coupe de chaque conférence se rencontre lors du match de championnat de la Coupe du Commissaire prévu le 14 août 2020.
Le calendrier WNBA 2020 comprenait à l'origine une pause traditionnelle d'un mois en juillet et août pour permettre aux joueurs de participer aux Jeux olympiques d'été. Les jeux de 2020 ont cependant été reportés à 2021 en raison de la pandémie de COVID-19, rendant cette pause inutile.

### Pandémie de COVID-19
En raison de la pandémie de Covid 19, la saison débute plus tardivement que les années précédentes sous un format raccourci à 22 rencontres de saison régulière dans un lieu unique à l'IMG Academy de Bradenton en Floride. La draft 2020 a eu lieu comme prévu le 17 avril, bien qu'elle été fait à distance. La saison est privée d'Elena Delle Donne, Tina Charles, Chiney Ogwumike et Liz Cambage qui choisissent de ne pas y prendre part en raison du contexte sanitaire.

### Retraite de certaines joueuses
En juin 2019, Camille Little annonce sa retraite après douze ans en WNBA. Elle a remporté le titre WNBA 2010 avec le Storm de Seattle.
En septembre 2019, Sancho Lyttle annonce sa retraite après quatorze ans en WNBA. Lyttle a fait a participer une fois au All Star Game de la WNBA et a mené la ligue deux fois en interceptions.
Alana Beard annonce sa retraite le 22 janvier 2020 après quinze ans en WNBA. Beard est quatre fois All-Star de la WNBA et deux fois WNBA Defensive Player of the Year. Elle a également remporté un championnat de la WNBA en jouant avec les Sparks de Los Angeles.
Rebekkah Brunson a annoncé sa retraite le 11 février 2020 après quinze ans en WNBA. Brunson est resté avec les Lynx du Minnesota en tant qu'entraîneur adjoint. Brunson a son maillot le numéro 32 retirer par les Lynx. Brunson a terminé sa carrière en tant que quintuple championne WNBA et quintuple WNBA All-Star. Lors de sa retraite, Brunson est leader de la WNBA en rebonds.
Carolyn Swords a annoncé sa retraite pour rejoindre l'équipe marketing des Aces de Las Vegas le 24 février 2020. Cependant, en raison de la pandémie de COVID-19, elle a été licenciée de son poste et a repris sa carrière pour rejoindre les Aces. Au cours de ses neuf années de carrière, elle a joué pour quatre équipes différentes.

### Draft
Le Liberty de New York obtient le premier choix de la draft WNBA 2020. Le Liberty a sélectionné Sabrina Ionescu en premier choix. La draft complète a été télévisée sur ESPN aux États-Unis et sur TSN2 et SN1 au Canada.

#### Loterie pick
| Choix | Nom             | Position      | Nationalité | Équipe              | Provenance |
| ----- | --------------- | ------------- | ----------- | ------------------- | ---------- |
| 1     | Sabrina Ionescu | Meneuse       | États-Unis  | Liberty de New York | Oregon     |
| 2     | Satou Sabally   | Ailière       | Allemagne   | Wings de Dallas     | Oregon     |
| 3     | Lauren Cox      | Ailière forte | États-Unis  | Fever de l'Indiana  | Baylor     |
| 4     | Chennedy Carter | Arrière       | États-Unis  | Dream d'Atlanta     | Texas A&M  |

### Période d'agents libres
La période d'agents libres a commencé le 28 janvier 2020 et les équipes ont pu signer officiellement les joueuses à partir du 10 février.

### Changements d’entraîneur
| Avant-saison        | Avant-saison      | Avant-saison      | Avant-saison |
| Équipe              | Ancien entraîneur | Nouvel entraîneur | Référence    |
| ------------------- | ----------------- | ----------------- | ------------ |
| Fever de l'Indiana  | Pokey Chatman     | Marianne Stanley  | [ 13 ]       |
| Liberty de New York | Katie Smith       | Walt Hopkins      | [ 14 ]       |

## Déroulement de la saison

### Saison régulière
| Classement | Classement                | Classement | Classement | Classement | Classement | Classement | Classement |
| No         | Franchise                 | Vic.       | Def.       | MJ         | V/D        | GB         |            |
| ---------- | ------------------------- | ---------- | ---------- | ---------- | ---------- | ---------- | ---------- |
| 1          | x - Aces de Las Vegas     | 18         | 4          | 22         | .818       | -          |            |
| 2          | x - Storm de Seattle      | 18         | 4          | 22         | .818       | -          |            |
| 3          | x - Sparks de Los Angeles | 15         | 7          | 22         | .682       | 3          |            |
| 4          | x - Lynx du Minnesota     | 14         | 8          | 22         | .636       | 4          |            |
| 5          | x - Mercury de Phoenix    | 13         | 9          | 22         | .591       | 5          |            |
| 6          | x - Sky de Chicago        | 12         | 10         | 22         | .545       | 6          |            |
| 7          | x - Sun du Connecticut    | 10         | 12         | 22         | .455       | 8          |            |
| 8          | x - Mystics de Washington | 9          | 13         | 22         | .409       | 9          |            |
|            |                           |            |            |            |            |            |            |
| 9          | o - Wings de Dallas       | 8          | 14         | 22         | .364       | 10         |            |
| 10         | o - Dream d'Atlanta       | 7          | 15         | 22         | .318       | 11         |            |
| 11         | o - Fever de l'Indiana    | 6          | 15         | 22         | .273       | 12         |            |
| 10         | o - Liberty de New York   | 2          | 20         | 22         | .091       | 16         |            |

Notes
- x – Qualifié pour les playoffs
- o – Eliminé de la course aux playoffs

Depuis la saison 2016, le classement final est ordonné sans distinction de conférence.

### Playoffs
|  | 1er tour                | 1er tour           |                         |    | 2e tour | 2e tour |  |  | Demi-finales | Demi-finales |  |  | Finale | Finale |
|  |                         |                    |                         |    |         |         |  |  |              |              |  |  |        |        |
|  |                         |                    |                         |    |         |         |  |  |              |              |  |  |        |        |
|  |                         |                    |                         |    |         |         |  |  |              |              |  |  |        |        |
|  |                         |                    |                         |    |         |         |  |  |              |              |  |  |        |        |
|  |                         |                    |                         |    |         |         |  |  |              |              |  |  |        |        |
|  |                         |                    |                         |    |         |         |  |  |              |              |  |  |        |        |
|  |                         |                    |                         |    |         |         |  |  |              |              |  |  |        |        |
|  |                         |                    |                         |    |         |         |  |  |              |              |  |  |        |        |
|  |                         |                    |                         |    |         |         |  |  |              |              |  |  |        |        |
|  |                         |                    |                         |    |         |         |  |  |              |              |  |  |        |        |
|  |                         |                    |                         |    |         |         |  |  |              |              |  |  |        |        |
|  |                         |                    |                         |    |         |         |  |  |              |              |  |  |        |        |
|  | 1 Aces de Las Vegas     | 3                  |                         |    |         |         |  |  |              |              |  |  |        |        |
|  | 1 Aces de Las Vegas     | 3                  |                         |    |         |         |  |  |              |              |  |  |        |        |
|  |                         |                    | 5 Sun du Connecticut    | 2  |         |         |  |  |              |              |  |  |        |        |
|  |                         |                    | 5 Sun du Connecticut    | 2  |         |         |  |  |              |              |  |  |        |        |
|  |                         |                    |                         |    |         |         |  |  |              |              |  |  |        |        |
|  |                         |                    |                         |    |         |         |  |  |              |              |  |  |        |        |
|  | 4 Lynx du Minnesota     | 80                 |                         |    |         |         |  |  |              |              |  |  |        |        |
|  | 4 Lynx du Minnesota     | 80                 |                         |    |         |         |  |  |              |              |  |  |        |        |
|  |                         |                    | 5 Mercury de Phoenix    | 79 |         |         |  |  |              |              |  |  |        |        |
|  | 5 Mercury de Phoenix    | 85                 | 5 Mercury de Phoenix    | 79 |         |         |  |  |              |              |  |  |        |        |
|  | 5 Mercury de Phoenix    | 85                 |                         |    |         |         |  |  |              |              |  |  |        |        |
|  | 8 Mystics de Washington | 84                 |                         |    |         |         |  |  |              |              |  |  |        |        |
|  | 8 Mystics de Washington | 84                 | 1 Aces de Las Vegas     | 0  |         |         |  |  |              |              |  |  |        |        |
|  |                         |                    | 1 Aces de Las Vegas     | 0  |         |         |  |  |              |              |  |  |        |        |
|  |                         | 2 Storm de Seattle | 3                       |    |         |         |  |  |              |              |  |  |        |        |
|  | 6 Sky de Chicago        | 2 Storm de Seattle | 3                       | 81 |         |         |  |  |              |              |  |  |        |        |
|  | 6 Sky de Chicago        |                    |                         | 81 |         |         |  |  |              |              |  |  |        |        |
|  | 7 Sun du Connecticut    | 94                 |                         |    |         |         |  |  |              |              |  |  |        |        |
|  | 7 Sun du Connecticut    | 94                 | 3 Sparks de Los Angeles | 59 |         |         |  |  |              |              |  |  |        |        |
|  |                         |                    | 3 Sparks de Los Angeles | 59 |         |         |  |  |              |              |  |  |        |        |
|  |                         |                    | 7 Sun du Connecticut    | 73 |         |         |  |  |              |              |  |  |        |        |
|  |                         |                    | 7 Sun du Connecticut    | 73 |         |         |  |  |              |              |  |  |        |        |
|  |                         |                    |                         |    |         |         |  |  |              |              |  |  |        |        |
|  |                         |                    |                         |    |         |         |  |  |              |              |  |  |        |        |
|  | 2 Storm de Seattle      | 3                  |                         |    |         |         |  |  |              |              |  |  |        |        |
|  | 2 Storm de Seattle      | 3                  |                         |    |         |         |  |  |              |              |  |  |        |        |
|  |                         |                    | 4 Lynx du Minnesota     | 0  |         |         |  |  |              |              |  |  |        |        |
|  |                         |                    | 4 Lynx du Minnesota     | 0  |         |         |  |  |              |              |  |  |        |        |
|  |                         |                    |                         |    |         |         |  |  |              |              |  |  |        |        |
|  |                         |                    |                         |    |         |         |  |  |              |              |  |  |        |        |
|  |                         |                    |                         |    |         |         |  |  |              |              |  |  |        |        |
|  |                         |                    |                         |    |         |         |  |  |              |              |  |  |        |        |
|  |                         |                    |                         |    |         |         |  |  |              |              |  |  |        |        |
|  |                         |                    |                         |    |         |         |  |  |              |              |  |  |        |        |
|  |                         |                    |                         |    |         |         |  |  |              |              |  |  |        |        |
|  |                         |                    |                         |    |         |         |  |  |              |              |  |  |        |        |
|  |                         |                    |                         |    |         |         |  |  |              |              |  |  |        |        |

## Statistiques

### Meilleures joueuses par statistiques
| Catégorie                      | Joueuse              | Équipe      | Stat. |
| ------------------------------ | -------------------- | ----------- | ----- |
| Points par match               | Arike Ogunbowale     | Dallas      | 22,8  |
| Rebonds par match              | Candace Parker       | Los Angeles | 9,7   |
| Passes par match               | Courtney Vandersloot | Chicago     | 10,0  |
| Interceptions par match        | Alyssa Thomas        | Connecticut | 2,0   |
| Contres par match              | A'ja Wilson          | Las Vegas   | 2,0   |
| Ballons perdus par match       | Sabrina Ionescu      | New York    | 4,3   |
| Minutes jouées par match       | Napheesa Collier     | Minnesota   | 34,2  |
| Pourcentage de réussite        | Ruthy Hebard         | Chicago     | 68,2% |
| Pourcentage à 3 points         | Alysha Clark         | Seattle     | 47,4% |
| Pourcentage aux lancers francs | Tiffany Mitchell     | Indiana     | 95,1% |

| Catégorie                      | Joueuse                     | Équipe                | Stat. |
| ------------------------------ | --------------------------- | --------------------- | ----- |
| Points par match               | Breanna Stewart             | Seattle               | 25,7  |
| Rebonds par match              | DeWanna Bonner              | Connecticut           | 10,4  |
| Passes par match               | Sue Bird                    | Seattle               | 9,2   |
| Interceptions par match        | DeWanna Bonner              | Connecticut           | 1,9   |
| Contres par match              | Napheesa Collier            | Minnesota             | 2,5   |
| Ballons perdus par match       | Marina Mabrey               | Dallas                | 4,7   |
| Minutes jouées par match       | Breanna Stewart             | Seattle               | 38,9  |
| Pourcentage de réussite        | Jewell Loyd                 | Seattle               | 55,4% |
| Pourcentage à 3 points         | Angel McCoughtry            | Las Vegas             | 55,0% |
| Pourcentage aux lancers francs | DeWanna Bonner Odyssey Sims | Connecticut Minnesota | 100%  |

### Statistiques d'équipe
| Catégorie                        | Équipe                                   | Stat. |
| -------------------------------- | ---------------------------------------- | ----- |
| Points par match                 | Aces de Las Vegas                        | 88,7  |
| Rebonds par match                | Aces de Las Vegas                        | 37,4  |
| Passes par match                 | Storm de Seattle                         | 21,9  |
| Interceptions par match          | Storm de Seattle                         | 10,0  |
| Contres par match                | Mercury de Phoenix                       | 5,6   |
| Pertes de balles par match (min) | Wings de Dallas                          | 12,4  |
| Pertes de balles par match (max) | Liberty de New York                      | 17,8  |
| Pourcentage de réussite          | Sky de Chicago                           | 49,1% |
| Pourcentage à 3 points           | Sparks de Los Angeles                    | 39,8% |
| Pourcentage aux lancers francs   | Mercury de Phoenix Mystics de Washington | 82,5% |
| Différentiel de points (+)       | Storm de Seattle                         | +11,5 |
| Différentiel de points (-)       | Liberty de New York                      | -14,0 |

| Catégorie                        | Équipe                                      | Stat. |
| -------------------------------- | ------------------------------------------- | ----- |
| Points par match                 | Storm de Seattle                            | 93,0  |
| Rebonds par match                | Sun du Connecticut                          | 36,4  |
| Passes par match                 | Storm de Seattle                            | 27,0  |
| Interceptions par match          | Sun du Connecticut                          | 8,3   |
| Contres par match                | Sparks de Los Angeles Mystics de Washington | 5,0   |
| Pertes de balles par match (min) | Storm de Seattle                            | 10,5  |
| Pertes de balles par match (max) | Sparks de Los Angeles                       | 15,5  |
| Pourcentage de réussite          | Sky de Chicago                              | 50,0% |
| Pourcentage à 3 points           | Mystics de Washington                       | 50,0% |
| Pourcentage aux lancers francs   | Sparks de Los Angeles                       | 94,4% |
| Différentiel de points (+)       | Storm de Seattle                            | +15,3 |
| Différentiel de points (-)       | Sparks de Los Angeles                       | -14,0 |

## Récompenses

### Trophées annuels
| Récompenses                       | Vainqueur                               | Deuxième/Troisième                                                              |
| --------------------------------- | --------------------------------------- | ------------------------------------------------------------------------------- |
| WNBA Most Valuable Player         | A'ja Wilson (Aces de Las Vegas)         | Breanna Stewart (Storm de Seattle) Candace Parker (Sparks de Los Angeles)       |
| WNBA Defensive Player of the Year | Candace Parker (Sparks de Los Angeles)  | Alysha Clark (Storm de Seattle) Alyssa Thomas (Sun du Connecticut)              |
| WNBA Rookie of the Year           | Crystal Dangerfield (Lynx du Minnesota) | Chennedy Carter (Dream d'Atlanta) Satou Sabally (Wings de Dallas)               |
| WNBA Sixth Woman of the Year      | Dearica Hamby (Aces de Las Vegas)       | Riquna Williams (Sparks de Los Angeles) Bria Hartley (Mercury de Phoenix)       |
| WNBA Most Improved Player         | Betnijah Laney (Dream d'Atlanta)        | Myisha Hines-Allen (Mystics de Washington) Angel McCoughtry (Aces de Las Vegas) |
| WNBA Coach of the Year            | Cheryl Reeve (Lynx du Minnesota)        | Bill Laimbeer (Aces de Las Vegas) Derek Fisher (Sparks de Los Angeles)          |

- MVP des Finales WNBA :  Breanna Stewart (Storm de Seattle)[21]
- WNBA Executive of the Year :  Dan Padover (Aces de Las Vegas)[22]
- Kim Perrot Sportsmanship Award :  Nneka Ogwumike (Sparks de Los Angeles)[23]
- WNBA Community Assist Award : Toutes les joueuses[24]

| - All-WNBA First Team : - A'ja Wilson (Aces de Las Vegas) - Candace Parker (Sparks de Los Angeles) - Breanna Stewart (Storm de Seattle) - Courtney Vandersloot (Sky de Chicago) - Arike Ogunbowale (Wings de Dallas) | - All-WNBA Second Team : - Diana Taurasi (Mercury de Phoenix) - DeWanna Bonner (Sun du Connecticut) - Skylar Diggins-Smith (Wings de Dallas) - Napheesa Collier (Lynx du Minnesota) - Myisha Hines-Allen (Mystics de Washington) |

| - WNBA All-Defensive First Team : - Alysha Clark (Storm de Seattle) - Betnijah Laney (Dream d'Atlanta) - Brianna Turner (Mercury de Phoenix) - Alyssa Thomas (Sun du Connecticut) - Elizabeth Williams (Dream d'Atlanta) | - WNBA All-Defensive Second Team : - Breanna Stewart (Storm de Seattle) - Napheesa Collier (Lynx du Minnesota) - Ariel Atkins (Mystics de Washington) - Brittney Sykes (Sparks de Los Angeles) - A'ja Wilson (Aces de Las Vegas) |

| - WNBA All-Rookie Team : - Crystal Dangerfield (Lynx du Minnesota) - Julie Allemand (Fever de l'Indiana) - Chennedy Carter (Dream d'Atlanta) - Satou Sabally (Wings de Dallas) - Jazmine Jones (Liberty de New York) |

### Joueuses de la semaine
| Semaine                      | Conférence Est                                   | Conférence Ouest                                |
| ---------------------------- | ------------------------------------------------ | ----------------------------------------------- |
| 25 juillet au 3 août         | Myisha Hines-Allen (Mystics de Washington) (1/2) | Breanna Stewart (Storm de Seattle) (1/2)        |
| 3 août au 10 août            | Courtney Vandersloot (Sky de Chicago) (1/2)      | A'ja Wilson (Aces de Las Vegas) (1/2)           |
| 10 août au 17 août           | DeWanna Bonner (Sun du Connecticut) (1/2)        | Napheesa Collier (Lynx du Minnesota) (1/1)      |
| 17 août au 24 août           | Courtney Vandersloot (Sky de Chicago) (2/2)      | Candace Parker (Sparks de Los Angeles) (1/1)    |
| 24 août au 31 août           | Alyssa Thomas (Sun du Connecticut) (1/1)         | Breanna Stewart (Storm de Seattle) (2/2)        |
| 1er septembre au 8 septembre | DeWanna Bonner (Sun du Connecticut) (2/2)        | Skylar Diggins-Smith (Mercury de Phoenix) (1/1) |
| 9 septembre au 14 septembre  | Myisha Hines-Allen (Mystics de Washington) (2/2) | A'ja Wilson (Aces de Las Vegas) (2/2)           |

### Joueuses du mois
| Mois      | Conférence Est                                   | Conférence Ouest                      |
| --------- | ------------------------------------------------ | ------------------------------------- |
| août      | Courtney Vandersloot (Sky de Chicago) (1/1)      | A'ja Wilson (Aces de Las Vegas) (1/2) |
| septembre | Myisha Hines-Allen (Mystics de Washington) (1/1) | A'ja Wilson (Aces de Las Vegas) (2/2) |

### Rookies du mois
| Mois      | Joueuse                                       |
| --------- | --------------------------------------------- |
| août      | Crystal Dangerfield (Lynx du Minnesota) (1/2) |
| septembre | Crystal Dangerfield (Lynx du Minnesota) (2/2) |

### Entraîneurs du mois
| Mois      | Coach                                   |
| --------- | --------------------------------------- |
| août      | Bill Laimbeer (Aces de Las Vegas) (1/2) |
| septembre | Bill Laimbeer (Aces de Las Vegas) (2/2) |

## Activisme
Dans le prolongement des actions engagées par les joueuses depuis plusieurs années, la saison est placée sous le signe de l'engagement de la ligue en faveur du mouvement Black Lives Matter contre la violence raciale et les brutalités policières, comme celle ayant frappé Breonna Taylor.
En réponse à la fusillade de Jacob Blake dans le Kenosha, Wisconsin, les Bucks de Milwaukee ont boycotté le match 5 de leur série contre le Magic d'Orlando le 26 août. Plus tard dans la journée, la NBA a annoncé qu'à la lumière de la décision des Bucks, tous les matchs de la journée avaient été reportés. La WNBA s'est jointe à la manifestation et a rapporté ses trois matchs initialement prévus le mercredi : les Mystics de Washington contre le Dream d'Atlanta ; les  Sparks de Los Angeles contre le Lynx du Minnesota ; le Sun du Connecticut contre le Mercury de Phoenix. Les jeux ont de nouveaux été rapportés le 27 août. Les jeux ont repris le vendredi 28 août.

## Pour approfondir